# Österängarna
Österängarna är ett sommarstugeområde i Nyeds socken i Karlstads kommun beläget cirka två kilometer utanför Molkom. Österängarna var till och med 2005 klassad som en småort. 2015 blev den åter klassad som småort
Förutom ett 20-tal permanentboende finns ett större antal fritidsboende, och det är totalt cirka 80 hus i området. Det finns möjlighet till fiske i Molkomssjön.
Det finns både båt- och badplats som sköts av en förening där alla boende är medlemmar.